# Tel Mond
Tel Mond (hebreo: תל מונד) es un pueblo de Israel en la Región del Sharon, se localiza al este de Netanya y al norte de Kfar Saba, en el Distrito Central de Israel. Cuenta con 7.800 habitantes (2003). La ciudad fue fundada en 1929 por Sir Alfred Mond y en 1954 se convirtió en un municipio independiente. Desde el 2005 su alcalde es Shlomo Ratzaby.

## Ciudades hermanas
- Sarasota, Florida, Estados Unidos.[1]